# Ine Marie Eriksen Søreide
Ine Marie Eriksen Søreide (født 2. maj 1976 i Lørenskog) er en norsk advokat og stortingsmedlem for Høyre. Hun var udenrigsminister i Erna Solbergs regering 2017-2021, og forsvarsminister 2013-2017. Hun har været medlem i Stortinget fra Oslo siden 2001. Ved Stortingsvalget 2001 blev hun første stedfortræder og mødte fast for Per-Kristian Foss som var finansminister i stortingsperioden 2001-2005. Fra 2005 og frem er hun valgt til Stortinget.
Hun var leder af Stortingets udenrigs- og forsvarskomite 2009–2013 og Stortingets kirke-, uddannelses- og forskningskomite 2005–2009.